# Nagara (Chiba)
Nagara (長柄町, Nagara-machi) est un bourg du district de Chōsei, dans la préfecture de Chiba au Japon.

## Géographie

### Démographie
Au 1er décembre 2013, la population de Nagara s'élevait à 7 625 habitants répartis sur une superficie de 47,20 km2.